# Sanetschsee
Der Sanetschsee (französisch Lac de Sénin oder Lac de Sanetsch) ist ein Stausee im Kanton Wallis in den Berner Alpen.
Er befindet sich auf einem Gebiet beim Sanetschpass, das zur Gemeinde Savièse gehört und wo der Kanton Wallis sich nach Norden über die Hauptwasserscheide ausdehnt. Der Sanetschsee wird von der Saane (französisch La Sarine) von Süden her gespeist. Die Saane verlässt den Sanetschsee im Norden auch wieder und fliesst bis in die Aare. Im Westen wird der See vom Schluchhorn, im Norden vom Spitzhorn und im Osten vom Arpelistock umgeben.

## Geologie
Der Stausee Sanetsch wurde auf einem Gebiet geplant, welches tektonische Schwierigkeiten mit sich bringt. In der Nähe des rechten Widerlagers der Staumauer verläuft die geologische Sanetschverschiebung. Daher musste bei der Projektierung der Mauer vor allem auch auf die Durchlässigkeit des Untergrundes und des Felsfundaments geachtet werden. Man war damals darauf gefasst, dass durch die Befüllung des Sees die Durchlässigkeit des Bodens zunehmen würde.
Im Jahr 2006 betrug die Jahresamplitude der Verschiebung lediglich 1,2 mm. Es war daher kein signifikanter Trend feststellbar.

## Geschichte
Die Erschliessung der Baustellen erfolgte von der Nordseite her durch den Bau einer etwa 2100 Meter langen 3/5-Tonnen-Doppelpendelseilbahn von Innergsteig zur Sanetschalp, mit einer Zwischenstation am Baufenster des Druckschachtes. Für den Transport von Zement entschied man sich jedoch für den Ausbau beziehungsweise Neubau einer 21 Kilometer langen Güterstrasse von Savièse zur Sperrenstelle anstelle des Baus einer Schwerlastseilbahn ab Innergsteig.
Aufgrund der geologischen Gegebenheiten wurde die Gewichtsstaumauer in zwei Etappen errichtet: zunächst von 1959 bis 1963 bis auf eine Höhe von 2029 m ü. M. Die Energieproduktion konnte am 8. Mai 1963 aufgenommen werden. Seit der Inbetriebnahme haben Beobachtungen gezeigt, dass die hydrogeologischen Bedingungen im Untergrund des Beckens stabil geblieben sind und somit günstiger ausfielen als ursprünglich bei der Projektierung angenommen.
Da es die geologischen Begebenheiten zuliessen, wurde der Bau anschliessend von 1964 bis 1966 mit einer Erhöhung auf 2034 m ü. M. fortgesetzt.
Im Jahr 1989 wurde die alte Bauseilbahn durch eine neue Achtpersonen-Seilbahn ersetzt, die für den Tourismusbetrieb geeignet ist. Seit 1994 steht diese Seilbahn während der Sommermonate der Öffentlichkeit zur Verfügung.

## Tourismus
Die Seilbahn transportiert während der Sommermonate Touristen. Um den See herum führt ein einfacher Wanderweg, welcher rund eineinhalb Stunden beansprucht. In der Auberge de Sanetsch werden Mahlzeiten und Snacks serviert und Betten zur Verfügung gestellt.
Der Sanetschpass, welcher auf der Nordseite an der Staumauer des Sanetschsees endet, ist ein beliebtes Ziel für Radfahrer und Motorradfahrer. In den Sommermonaten wird der Pass von der Postauto AG befahren. Die Fahrt beginnt in Chandolin und endet an der Haltestelle «Sanetsch, Barrage».